# Planis
Planis es un género de foraminífero bentónico considerado como nomen nudum e invalidado, y, aunque de estatus incierto, podría ser perteneciente al suborden Allogromiina del orden Allogromiida. Su rango cronoestratigráfico abarcaba el Holoceno.

## Discusión
Planis fue originalmente incluido en el grupo llamado Demi-nus, junto con otros géneros de pared orgánica de tipo "quitinoso".

## Clasificación
En Planis no se ha considerado ninguna especie.